# Hesekielstraße 11 (Magdeburg)

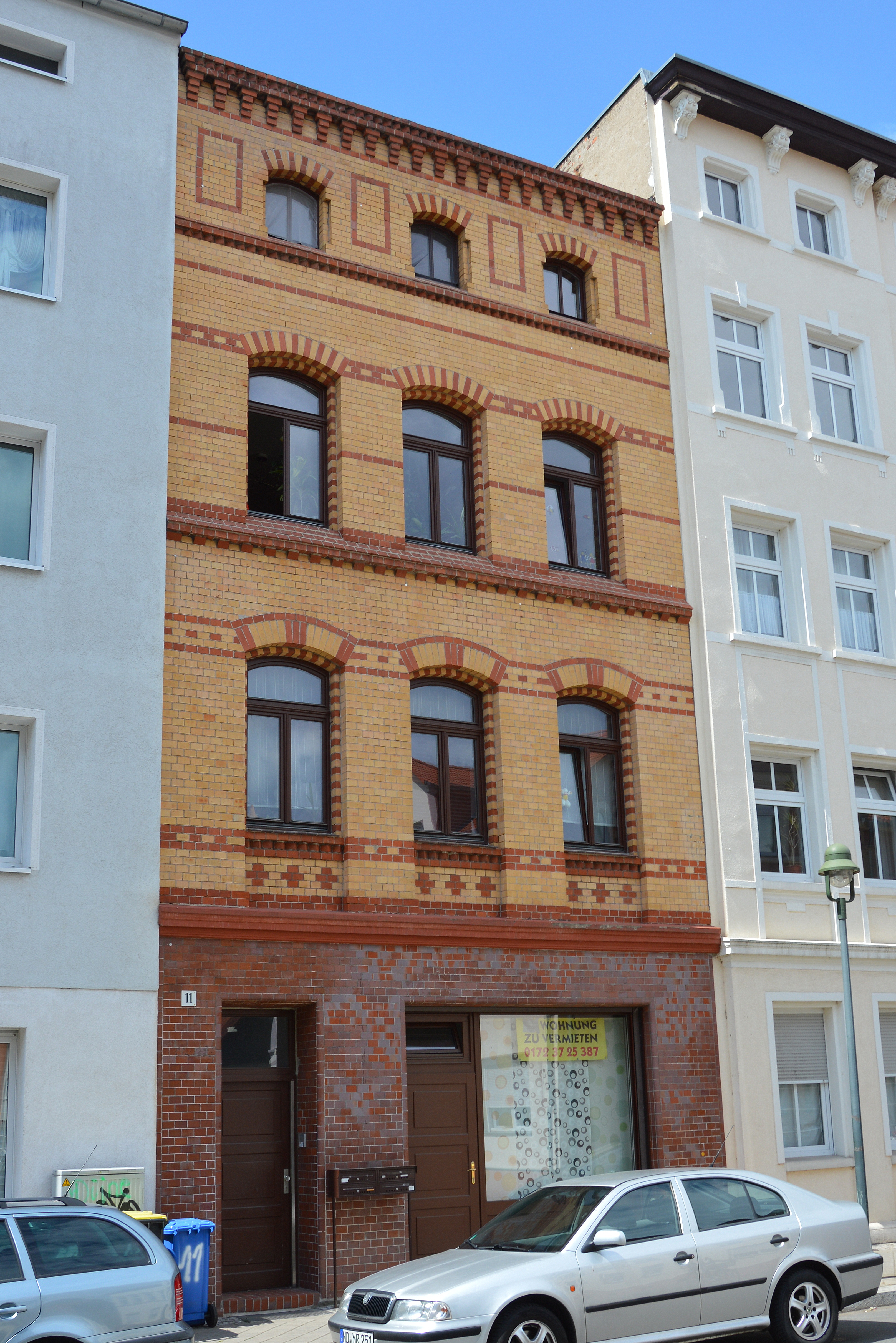
Hesekielstraße 11

Das Haus Hesekielstraße 11 ist ein denkmalgeschütztes Gebäude in Magdeburg in Sachsen-Anhalt.

## Lage
Es befindet sich auf der Westseite der Hesekielstraße im Stadtteil Sudenburg, gegenüber der Einmündung der Schöninger Straße.

## Architektur und Geschichte
Das schmale, nur drei Achsen umfassende Wohnhaus wurde im Jahr 1893 für den Schuhmachermeister Gustav Hey errichtet. Der dreieinhalbgeschossige gelbe Ziegelbau verfügt in seinem Erdgeschoss über ein Ladengeschäft. An der Fassade finden sich Friese, Kranzgesimse sowie Zierbänder aus roten Ziegelsteinen. Die Fensteröffnungen sind als schlichte Segmentbogenfenster gestaltet.
In späterer Zeit wurde das Erdgeschoss umgebaut.
Der Bau wird als sozial- und stadtteilgeschichtlich wichtiges Beispiel für ein schlichtes Wohnhaus für Arbeiter und Handwerker betrachtet.
Im örtlichen Denkmalverzeichnis ist das Wohnhaus unter der Erfassungsnummer 094 82064 als Baudenkmal verzeichnet.